# Даниел Цочев
Даниел Цочев Стоянов е български театрален, филмов, телевизионен, озвучаващ актьор и певец. По-известен е с озвучаването на Грегъри Хаус в българския дублаж на сериала „Д-р Хаус“, а други заглавия с негово участие са „Спешно отделение“, „Сексът и градът“, „Ориндж Каунти“, „Забравени досиета“ и „Менталистът“, както и анимационните „Железният човек“, „Спайдър-Мен: Анимационният сериал“ и „Секретните Сатърдей“.

## Ранен живот
Роден е на 26 януари 1964 г. и израства в Плевен. Завършва тамошната математическа гимназия със сребърен медал. Не успява да се класира за пълно отличие, заради петицата си по руски език, която получава в девети клас. Играе няколко години в самодеен театър. През 1988 г. завършва актьорско майсторство за драматичен театър във ВИТИЗ „Кръстьо Сарафов“ в класа на професор Гриша Островски и майсторски клас през 1989 г.

## Актьорска кариера
Играе в Нов драматичен театър „Сълза и смях“ от 1989 до 1996 г.
През 1996 г. започва работа в театър Общински театър „Възраждане“, където има над 33 роли от класическия и съвременния репертоар на театъра. Има участия в над 25 български и американски филма. Цочев напуска трупата на театъра през 2017 г.
Той е един от тримата актьори, превъплътили се в ролята на Васил Левски на малкия екран в постановката „Тайната вечеря на Дякона Левски“ на Стефан Цанев с режисьор Димитър Шарков от 2004 г.
Участвал е в българския сериал „Патриархат“ от 2005 г., а също се е снимал в сериала „Людмил и Руслана“, чието първо излъчване е по Канал 1 от 21 до 23 април 2008 г. и в „Столичани в повече“ по bTV през 2013 г.
На 13 март 2017 г. е премиерата на неговия музикален спектакъл „На нея с обич!“, в който Цочев играе Емил Димитров. Постановката е по идея на Нели Бенова, а режисьор е Снежина Петрова. Играе Министър Михайлов в няколко епизода на „Откраднат живот“, излъчени през 2017 г.
През 2020 г. е известен с ролята си на г-н Тасев в българския сериал „Съни бийч“, излъчен по bTV.

## Музикална кариера
През 2020 г. прави дует с Мая Бежанска, в който изпълняват песента „Ще бъдем различни“, седма песен от проекта „Пеещи артисти“ на Игор Марковски.

## Кариера на озвучаващ актьор
Цочев се занимава с озвучаване на реклами, филми и сериали от 1989 г. Първата му работа е по минисериала „Дъщерята на Мистрал“ под режисурата на Мария Николова, където дублира Джулиън Мистрал и диктора.
На 27 март 2008 г. печели наградата „Икар“ в категория „най-добър дублаж“ за дублажа на „Д-р Хаус“. В тази категория е номиниран заедно с Елена Русалиева за „Грозната Бети“ и Васил Бинев за „От местопрестъплението: Маями“.
От есента на 2009 г. до март 2016 г. е председател на гилдията на актьорите, занимаващи се с дублажи. Той заема мястото на покойния Борис Чернев.
Освен с войсоувър, сред ролите му в нахсинхронния дублаж са на Дерек в „Принцесата лебед“, Мойсей в „Принцът на Египет“, Хепи Чапман в „Гарфилд“ и други.
| Актьор               | Заглавия | Роли                                                                           |
| -------------------- | --- | ------------------------------------------------------------------------------ |
| Алек Болдуин         | Код Меркурий Котката с шапка (дублаж на Александра Аудио) | Никълъс Кудроу Лорънс „Лари“ Куин                                              |
| Антъни Едуардс       | Спешно отделение Майчинство | Д-р Марк Грийн Ейвъри Уелш                                                     |
| Ащън Къчър           | Професия жиголо Двама мъже и половина Новогодишна нощ | Ники Уолдън Шмид Ранди                                                         |
| Бенджамин Маккензи   | Ориндж Каунти Опасни улици | Райън Атууд Бен Шърман                                                         |
| Бенедикт Къмбърбач   | Криминалните случаи на Мис Марпъл (дублаж на Саунд Сити Студио) Шерлок | Люк Фицуилям Шерлок Холмс                                                      |
| Бил Наи              | Наистина любов Шон от мъртвите | Били Мак Филип                                                                 |
| Брад Пит             | Седем години в Тибет (дублаж на Доли Медия Студио) Убийството на Джеси Джеймс от мерзавеца Робърт Форд                                                                             | Хайнрих Харер Джеси Джеймс                                                     |
| Брадли Купър         | Сексът и градът Ергенският запой Мястото отвъд дърветата | Джейк Филип „Фил“ Уенек Ейвъри Крос                                            |
| Брендън Фрейзър      | Мумията Мумията се завръща | Ричард „Рик“ О'Конъл                                                           |
| Брус Уилис           | Умирай трудно 3 (дублаж на студио Доли) Sin City: Град на греха | Джон Макклейн Джон Хартиган                                                    |
| Винг Реймс           | Спешно отделение (дублаж на Александра Аудио) Мисията невъзможна Мисията невъзможна 2                                                                                              | Уолтър Робинс Лутър Стикъл                                                     |
| Винс Вон             | Сексът и градът Фред Клаус | Кийт Травърс Фред Клаус                                                        |
| Дейвид Духовни       | Досиетата Х (дублаж на bTV / Андарта Студио, в сезони 4 – 11) Досиетата Х: Искам да повярвам                                                                                       | Фокс Мъдлър                                                                    |
| Денис Лиъри          | Разрушителят (дублаж на bTV) Стрелците | Едгар Френдли Армър О'Мали                                                     |
| Джовани Рибизи       | Полетът на феникса Идеалната непозната (дублаж на bTV) | Елиът Майлс Хейли                                                              |
| Джон Бон Джоуви      | Сексът и градът Новогодишна нощ | Сет Даниъл Дженсън                                                             |
| Джон Скърти          | Сексът и градът Усмивката на Мона Лиза (дублаж на bTV) | Закръглен гей Стан Шър                                                         |
| Джон Хърд            | Сам вкъщи (дублаж на bTV) Сам вкъщи 2: Изгубен в Ню Йорк (дублаж на bTV) | Питър Маккалистър                                                              |
| Джон Хърт            | Хелбой Снежен снаряд | Професор Тревър „Метлата“ Брътънхолм Гилиъм                                    |
| Джордж Клуни         | Соларис Непоносима жестокост (дублаж на Медиа Линк) Момичето на отбора (дублаж на Медиа Линк)                                                                                      | Д-р Крис Келвин Майлс Маси Джими „Додж“ Конъли                                 |
| Джош Дъмел           | Спечели среща с Тад Хамилтън (дублаж на Медиа Линк) Новогодишна нощ | Тад Хамилтън Сам Ейхърн младши                                                 |
| Джуд Лоу             | Шерлок Холмс Шерлок Холмс: Игра на сенки | Доктор Уотсън                                                                  |
| Доналд Тръмп         | Сам вкъщи 2: Изгубен в Ню Йорк (дублаж на bTV) Сексът и градът | Себе си                                                                        |
| Еркан Петеккая       | Времето лети Твоят мой живот | Али Акарсу Джихан Гюрпънар                                                     |
| Итън Хоук            | Големите надежди Преди залез (дублаж на bTV) Цар на войната | Финиган „Фин“ Бел Джеси Уолъс Агент Джак Валънтайн                             |
| Кари Елуис           | Вълшебният меч (дублаж на Арс Диджитал Студио) Новогодишна нощ Последният влак за Коледа                                                                                           | Гарет Лекарят на Стан Роджър Тауърс                                            |
| Кийфър Съдърланд     | Линията на смъртта NASCAR 3D | Нелсън Диктор                                                                  |
| Леонардо ди Каприо   | Титаник (дублаж на bTV) Плажът (дублаж на Медиа Линк) Кървав диамант Джей Едгар Вълкът от Уолстрийт                                                                                | Джак Доусън Ричард Дани Арчър Едгар Хувър Джордан Белфорт                      |
| Луи дьо Финес        | Фантомас се развихря Големият ресторант Лудостта на величията | Комисар Жув Г-н Септим Дон Салюст дьо Базан                                    |
| Лука Дзингарети      | Комисар Монталбано Иисус | Салво Монталбано Петър                                                         |
| Майкъл Кийтън        | Батман (дублаж на студио Доли) Батман се завръща (дублаж на студио Доли) | Брус Уейн/Батман                                                               |
| Мат Деймън           | Титан (дублаж на bTV) Европейско пътешествие Несломим Вътрешна афера | Кейл Тъкър Дони Франсоа Пиенар Диктор                                          |
| Мел Гибсън           | Лудия Макс 2 (дублаж на Имидж Продакшън) Смъртоносно оръжие (дублаж на Брайт Айдиас)                                                                                               | „Лудия“ Макс Рокатански Мартин Ригс                                            |
| Питър Стормаре       | Специален доклад (дублаж на Медиа Линк) Лоши момчета 2 (дублаж на bTV) | Д-р Соломон Еди Алексей                                                        |
| Раде Шербеджия       | Европейско пътешествие Кодът (дублаж на Медиа Линк) | Тибор Ники Петрович/Виктор Короленко                                           |
| Ричард Гиър          | Без милост Първият рицар (дублаж на bTV) | Еди Джилет Ланселот                                                            |
| Робърт Дауни Джуниър | Отново на училище Човекът куче Зодиак Път с предимство | Дерек Лъц Д-р Козак Пол Ейвъри Питър Хайман                                    |
| Робърт Де Ниро       | Обратна тяга (дублаж на bTV) Анализирай това (дублаж на bTV) Анализирай онова | Доналд „Сянката“ Римгейл Пол Вити                                              |
| Саймън Бейкър        | Дяволът носи Прада Менталистът | Крисчън Томпсън Патрик Джейн                                                   |
| Самюъл Джаксън       | Извънредни директиви Първично | Полковник Тери Чилдърс Сержант Нейтън Уест                                     |
| Силвестър Сталоун    | Първа кръв (дублаж на Мулти Видео Център) Рамбо: Първа кръв, втора част (дублаж на Мулти Видео Център) Рамбо 3 (дублаж на Мулти Видео Център) Танго и Кеш (дублаж на Брайт Айдиас) | Джон Рамбо Реймънд „Рей“ Танго                                                 |
| Уил Смит             | Произведено в Америка (дублаж на bTV) Лоши момчета (дублаж на bTV) Лоши момчета 2 (дублаж на bTV)                                                                                  | Тий Кейк Уолтърс Детектив Майк Лоури                                           |
| Фил Морис            | Коледата невъзможна (дублаж на bTV) Секретните Сатърдей | Гейл Форс Док Сатърдей                                                         |
| Ханк Азария          | Спайдър-Мен: Анимационният сериал (дублаж на Нова телевизия) Клетка за птици (дублаж на TV7)                                                                                       | Еди Брок/Венъм Агадор Спартак                                                  |
| Харисън Форд         | Блейд Рънър (дублаж на Брайт Айдиас) Номер 42 | Рик Декард Бранч Рики                                                          |
| Хю Лори              | 101 далматинци (дублаж на bTV) Полетът на феникса Д-р Хаус Улични крале Мистър Пип Нощният управител                                                                               | Джаспър Иън Д-р Грегъри „Грег“ Хаус Капитан Джеймс Бигс Г-н Уотс Ричард Роупър |
| Чък Норис            | Делта Форс 2: Колумбийската връзка Уокър, тексаският рейнджър: Едно насилие, един рейнджър                                                                                         | Майор Скот Маккой Кордел Уокър                                                 |
| Шая Лабъф            | Уолстрийт: Парите никога не спят Необходимата смърт на Чарли Кънтримен | Джейкъб „Джейк“ Мур Чарли Кънтримен                                            |

## Филмография
- Чисто нови момчета – 1989
- Завръщането на Арсен Люпен – 1995
- Когато гръм удари (тв, 1995)
- Скрито чувство – 1997[4][5]
- Докосване (1999) – актьора
- Mindstorm – 2001
- High Adventure – 2001
- Death, Deceit & Destiny Aboard the Orient Express – 2001
- Dark Descent – 2002
- Извън контрол – 2002
- Подводници – 2003
- Shark Zone – 2003
- Филип (тв, 2004) – Вальо
- Raging Sharks – 2005
- Alien Siege – 2005
- S.S. Doomtrooper – 2006
- Патриархат (7-сер. тв, 2005) – (в серия: V)
- Людмил и Руслана, 6 серии – 2008 – Антон Великов-Денди
- Столичани в повече – 2013
- Откраднат живот – 2017
- Полицаите от края на града – 2018
- Съни бийч (тв сериал, 2019) – Г-н Тасев
- Порталът (6-сер. тв, 2021)

## Други дейности
Става водещ на „Игра за милиони“ по TV7, която дебютира на 30 април 2007 г. и неочаквано спира през 2008 г., за което като нейно лице получава „Златен скункс“ от „Господари на ефира“.

## Личен живот
Женен е за Нели Бенова и има един син, Филип.